# Xavier Arreaga
Xavier Arreaga (Guaiaquil, 28 de setembro de 1994), é um futebolista equatoriano que atua como zagueiro. Atualmente, joga pelo Barcelona de Guayaquil.

## Títulos
Barcelona
- Campeonato Equatoriano: 2016

Seattle Sounders FC
- MLS Cup: 2019
- Liga dos Campeões da CONCACAF: 2022